# Генрих II (маркграф Истрии)
Генрих IV (II) (Heinrich IV) (ок. 1175 — 18 июля 1228) — маркграф Истрии и Крайны в 1204—1208 из рода фон Андекс. Второй сын андекс-меранского герцога Бертольда IV и его жены Агнессы Рохлицкой.
Нумерация: единственный его предшественник в Истрии с таким же именем - Генрих III Каринтийский (ум. 1122). Поэтому Генриха Андексского нумеруют и вторым, и четвёртым. 
После смерти отца Генрих IV унаследовал маркграфства Истрия и Крайна и земли к югу от Донау.
В 1208 году в Бамберге во время свадьбы Оттона Меранского был убит германский король Филипп Швабский. Сообщниками убийцы были объявлены братья жениха — Генрих IV фон Андекс и епископ Бамберга Экберт. Их объявили вне закона с конфискацией владений, лишением должностей и титулов. Несколько лет Генрих и Экберт скрывались у сестры — венгерской королевы Гертруды.
В 1211 году они смогли вернуться в Германию. Но изо всех владений Генрих IV получил назад только Виндишграц. Там он и умер в 1228 году и был похоронен в монастыре Дисен.
В 1220 году Генрих IV был полностью реабилитирован и принял титул маркграфа Истрии. В начале 1228 года после долгих переговоров герцог Баварии вернул ему графство Вольфратсхаузен.
Генрих IV не позднее 1207 года женился на Софии (ум. 28 февраля 1256), дочери и наследнице графа Альберта фон Вайхзельбург. Детей не было. Ему наследовал брат - Оттон VII.